# George Nevill, 1. Baron Latymer
George Nevill, 1. Baron Latymer (* um 1407; † 30. oder 31. Dezember 1469) war ein englischer Peer und Politiker.

## Herkunft und familiäres Umfeld
George Nevill entstammte väterlicherseits der im 15. Jahrhundert bedeutendsten englischen Adelsfamilie, der ursprünglich normannischen Familie Neville. So saßen mit ihm zwischen 1450 und 1455 zwölf weitere Nevills im Oberhaus, darunter z. B. die Earls of Warwick, Salisbury, Kent und Westmorland. Mütterlicherseits gehörte er der ebenfalls alten und einflussreichen Familie Latymer an, denn seine Verwandte war eine Tochter eines Barons Latymer, dessen Linie 1299 durch Writ of Summons in das Oberhaus als 1. Baron Latymer (1299) berufen worden war.

## Politische Laufbahn
Als jüngerer Sohn des Ralph Neville, 1. Earl of Westmorland, und der Joan Beaufort, der legitimierten Tochter John of Gaunts aus dem Zweig der Dukes of Lancaster des Königshauses der Plantagenets hatte er die besten Startchancen für eine steile Karriere. Verwandt mit König Heinrich VI. und dem mächtigen Earl of Warrick, dem sogenannten ,Königsmacher', trat er in die Dienste des Königs und wurde von ihm 1426 zum Ritter geschlagen. Da die alte Baronie Latymer (1299) wegen Fehlens männlicher Erben zwischen mehreren weiblichen Erben in Abeyance gefallen war, berief ihn König Heinrich VI. am 25. Februar 1432 als neuen Baron Latymer in das House of Lords, aber nicht iure uxoris, wie es möglich gewesen wäre, sondern aus eigenem Recht. Er wurde auf diese Weise 1. Baron Latymer der Kreation von 1432 – wie die beiden anderen Baronien Latymer eine barony by writ. Heinrich VI. ernannte ihn zum ,trier of petitions', eine Art Untersuchungsführer über von Untertanen erhobenen Petitionen. 1434 hatte ihn der König zum Commissioner of array von York, ein Amt, das sich mit der Musterung des Aufgebots zu befassen hatte. Nach Erledigung dieser Aufgabe, ernannte ihn der König zum Oberbefehlshaber der gegen die Schotten aufgebotenen Truppen; ferner gehörte er 1437 der Kommission für die Friedensverhandlunge mit Schottland an. Seit 1439 gehörte George Nevill dem Geheimen Rat an.
George Nevill wurde ab 1451 geisteskrank und obwohl er wahrscheinlich auch lucida intervalla hatte, übernahm sein Bruder, Richard Neville, 5. Earl of Salisbury das Kuratel über seine Ländereien. Verheiratet war er seit Februar 1436 mit Elisabeth Beauchamp, Tochter der Elizabeth Berkeley, 4. Baroness Lisle. Er starb am 30. oder 31. Dezember 1469 ihm folgte, da sein Sohn und Erbe schon vor ihm verstorben war, sein Enkel Richard Nevill als 2. Baron Latymer.